# Ulrich Knefelkamp
Ulrich Knefelkamp (ur. 26 lutego 1951 w Herford, zm. 25 listopada 2020 w Bambergu) – niemiecki historyk, profesor, wykładowca Europejskiego Uniwersytetu Viadrina we Frankfurcie nad Odrą, badacz historii średniowiecza w Europie Środkowo-Wschodniej oraz regionalnej historii kulturowej.
W latach 1973 – 1975 studiował historię, historię sztuki i folklor na Uniwersytecie w Würzburgu, a następnie w latach 1975-1980 historię, etnologię, etnologię, historię sztuki, historię medycyny, geografię na Uniwersytecie we Fryburgu Bryzgowijskim. W 1980 obronił doktorat z historii, folkloru i etnologii na podstawie pracy "Das Gesundheitswesen im mittelalterlichen Freiburg im Breisgau". W latach 1980 -1994 pracował w Katedrze Historii Średniowiecznej w Bambergu, uzyskując habilitację w 1987 roku. W latach 1994-2016 zatrudniony w Europejskim Uniwersytecie Viadrina we Frankfurcie nad Odrą.

## Publikacje (wybór)
- Monika Kilian/Ulrich Knefelkamp (wyd.), Frankfurt Oder Słubice. Sieben Spaziergänge durch die Stadtgeschichte. Berlin: scrîpvaz-Verlag 2003.
- Ulrich Knefelkamp, Das Gesundheits- und Fürsorgewesen der Stadt Freiburg im Breisgau im Mittelalter Herder 1981.
- Ulrich Knefelkamp, Das Heilig-Geist-Spital in Nürnberg vom 14.-17. Jahrhundert: Geschichte, Struktur, Alltag, Selbstverlag des Vereins für Geschichte der Stadt Nürnberg, 1989.
- Ulrich Knefelkamp, Die Suche nach dem Reich des Priesterkönigs Johannes: dargestellt anhand von Reiseberichten und anderen ethnographischen Quellen des 12. bis 17. Jahrhunderts, 1986.
- Ulrich Knefelkamp/ Siegfried Griesa (wyd.), Frankfurt an der Oder 1253-2003, Berlin 2003, ISBN 3-89700-367-8.
- Ulrich Knefelkamp, Stiftungen und Haushaltsführung im Heilig-Geist-Spital in Nürnberg, 14.-17. Jahrhundert, Selbstverlag 1989.
- Ulrich Knefelkamp, Universität und Stadt: Ringvorlesung zum 500. Jubiläum der Europa-Universität Viadrina Frankfurt (Oder), Scripvaz-Vwerlag 2007.
- Ulrich Knefelkamp, Wolfgang F. Reddig: Klöster und Landschaften, Zisterzienser westlich und östlich der Oder. 2. Auflage. scripvaz Verlag, Frankfurt/O. 1999, ISBN 3-931278-19-0